# 2008年全美音樂獎
2008年全美音樂獎在2008年11月23日於洛杉磯諾基亞劇院（Nokia Theatre）舉行。典禮主持人為吉米·坎摩爾。

## 表演者
- 克莉絲汀－組曲：《Beautiful》/《Keeps Gettin' Better》/《Genie in a Bottle》/《Dirrty》/《Ain't No Other Man》/《Fighter》
- 街頭頑童－組曲：《Single》/《You Got It (The Right Stuff)》/《Please Don't Go Girl》/《I'll Be Loving You (Forever)》/《Dirty Dancing》
- 紅粉佳人－《Sober》
- 泰勒絲－《White Horse》
- 尼歐－《Miss Independent》/《Closer》
- 里歐娜－《Better In Time》
- 麥莉·希拉－《Fly on the Wall》
- 酷玩樂團－《Lovers in Japan》
- 瑪麗亞·凱莉－《I Stay in Love》
- 衝突樂團－《You Found Me》
- 碧昂絲－《Single Ladies (Put a Ring on It)》
- 強納斯兄弟－《Tonight》
- 小野貓－《I Hate This Part》/《When I Grow Up》
- 安妮·藍妮克絲－《Why》
- 娜塔莎·貝汀菲兒－組曲：《Soulmate》/《Unwritten》/《Pocketful of Sunshine》
- 蕾哈娜－《Rehab》
- 肯伊·威斯特－《Heartless》
- 莎拉·克勞克蘭 feat. 紅粉佳人－《Angel》
- 艾莉西亞·凱斯 feat. 皇后·拉蒂法與凱瑟琳·芭特爾－《Superwoman》

## 頒獎人
- 傑米·福克斯
- 莎拉·查爾克（Sarah Chalke）
- 阿肯
- 茱莉安·哈克（Julianne Hough）
- 艾希莉·緹絲黛爾
- 陽光大衛
- 黛咪·洛瓦特
- 凱特·沃許（Kate Walsh）
- 派瑞絲·希爾頓
- 提潘
- 裘汀·史芭克絲
- 史考特·威倫（Scott Weiland）
- 克里斯·道奇 [1]
- 比利·雷·賽勒斯
- 克魯小丑
- 泰倫斯·霍華（Terrence Howard）
- 尼克
- 艾瑞莎·弗蘭克林
- 史蒂芬·泰勒
- 喬·派瑞（Joe Perry）
- 瑞奇·山柏拉（Richie Sambora）
- 蔻比·凱蕾
- 大衛·庫克
- The-Dream
- 安立奎
- LL酷J
- 傑西·麥卡尼
- 五分錢合唱團
- 索蘭吉（Solange Knowles）
- Shailene Woodley
- 蘭斯·巴斯

## 得獎名單

### 流行/搖滾音樂類
最受歡迎男歌手
- 克里斯小子
- 搖滾小子（Kid Rock）
- 亞瑟小子

最受歡迎女歌手
- 瑪麗亞·凱莉
- 蕾哈娜
- 艾莉西亞·凱斯

最受歡迎樂團/組合/團體
- 酷玩樂團
- 老鷹合唱團
- 道奇樂團（Daughtry）

最受歡迎專輯
- 《玩酷人生》－酷玩樂團
- 《遠離伊甸園》（Long Road out of Eden）－老鷹合唱團
- 《真琴流露》（As I Am）－艾莉西亞·凱斯

### 鄉村音樂類
最受歡迎男歌手
- 葛斯·布魯克斯（Garth Brooks）
- 肯尼·薛士尼（Kenny Chesney）
- 布萊德·派斯里（Brad Paisley）

最受歡迎女歌手
- 卡麗·安德伍
- 蕾芭·麥肯泰爾
- 泰勒絲

最受歡迎樂團/組合/團體
- 布魯克斯與唐（Brooks & Dunn）
- 雷可福磊斯
- 甜園合唱團（Sugarland）

最受歡迎專輯
- 《終極影音全記錄》（The Ultimate Hits）－葛斯·布魯克斯
- 《好景長在》（Still Feels Good）－雷可福磊斯
- 《奇幻旅程》（Carnival Ride）－卡麗·安德伍

### 饒舌/嘻哈音樂類
最受歡迎男歌手
- 佛羅里達
- 肯伊·威斯特
- 小韋恩

最受歡迎樂團/組合/團體
- 五角兵團（G-Unit）
- 邪惡黑幫（Three 6 Mafia）
- 武當派

最受歡迎專輯
- 《美國黑幫啟示錄》（American Gangster）－傑斯
- 《卡特先生第三章》（Tha Carter III）－小韋恩
- 《畢業特典》（Graduation）－肯伊·威斯特

### 靈魂/節奏藍調音樂類
最受歡迎男歌手
- 克里斯小子
- J Holiday（英语：J Holiday）
- 亞瑟小子

最受歡迎女歌手
- 瑪麗·布萊姬
- 蕾哈娜
- 艾莉西亞·凱斯

最受歡迎專輯
- 《成長的代價》（Growing Pains）－瑪麗·布萊姬
- 《蝴蝶效應》（E=MC²）－瑪麗亞·凱莉
- 《真琴流露》（As I Am）－艾莉西亞·凱斯

### 原聲帶
最受歡迎專輯
- 《鼠來寶》
- 《鴻孕當頭》
- 《媽媽咪呀！》

### 另類搖滾音樂類
最受歡迎藝人
- 酷玩樂團
- 幽浮一族
- 聯合公園

### 成人抒情音樂類
最受歡迎藝人
- 道奇樂團
- 老鷹合唱團
- 裘汀·史芭克絲

### 拉丁音樂類
最受歡迎藝人
- 安立奎
- 璜斯
- Wisin & Yandel（英语：Wisin & Yandel）

### 福音音樂
最受歡迎藝人
- Casting Crowns（英语：Casting Crowns）
- MercyMe（英语：MercyMe）
- Third Day（英语：Third Day）

### T-Mobile 突破藝人
- 蔻比·凱蕾
- 佛羅里達
- 強納斯兄弟
- 帕拉摩爾
- The-Dream

### 特殊榮譽獎
- 瑪麗亞·凱莉

### 最有價值藝人獎
- 安妮·藍妮克絲

### 年度藝人
- 克里斯小子
- 艾莉西亞·凱斯
- 酷玩樂團
- 老鷹合唱團